# 쇼난코쿠사이무라

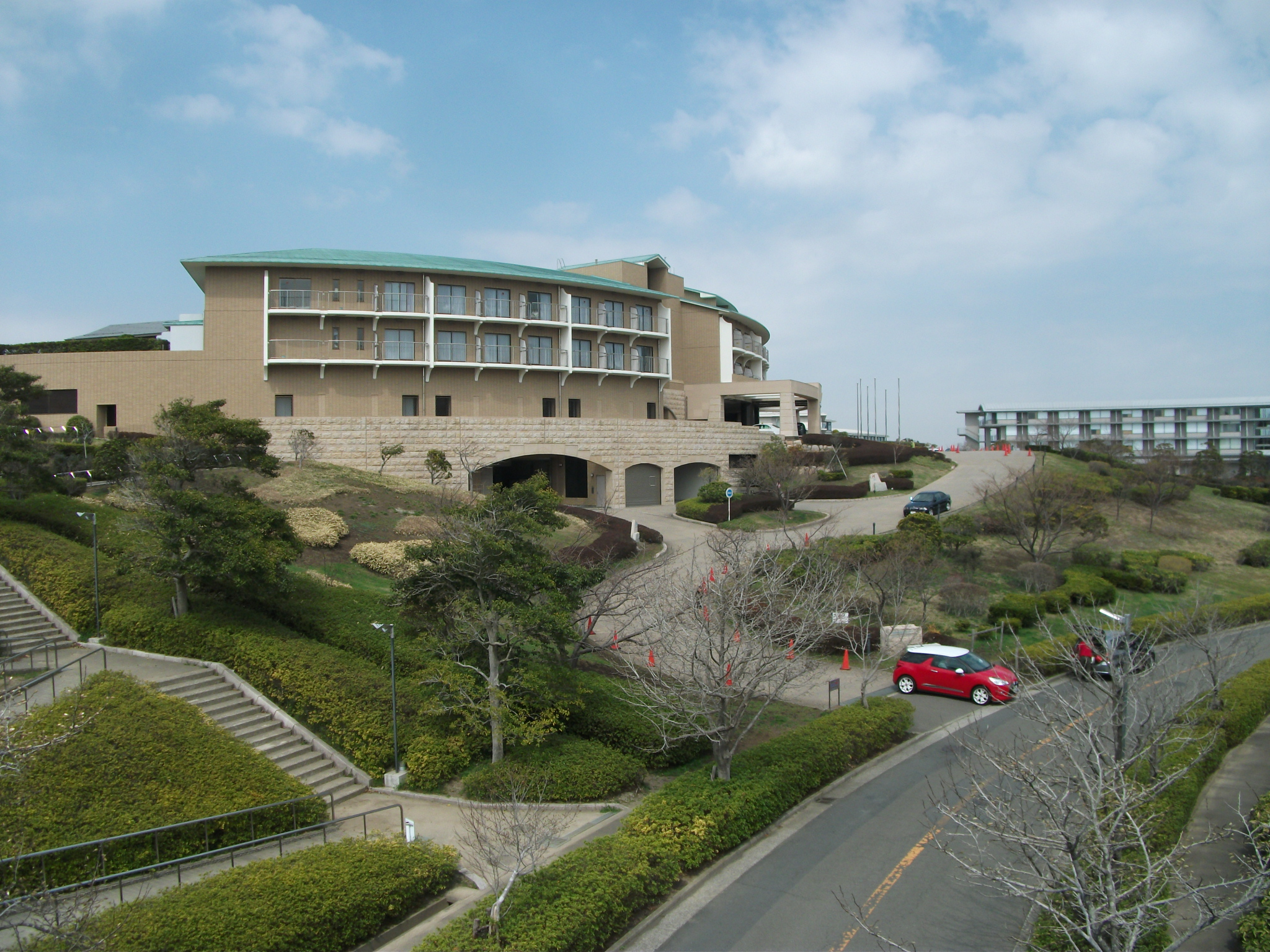

쇼난코쿠사이무라(湘南国際村)는 가나가와현 요코스카시와 미우라군 하야마정에 걸쳐있는 일본의 다목적구획지역이다.
공식 홈페이지에서는 국제적 시야에 입각한 "학술 연구", "인재 육성", "기술 교류", "문화 교류"라는 서로 관계가 깊은 기능들이 집적된 "21세기의 녹음이 우거진 체류형의 국제교류거점"이라고 일컬어진다.
원래는 일본의 거품 경제 시기에 나가스 카즈지 가나가와현 지사의 구상으로 개발이 시작되었다. 그러나 거품이 터지자, 개발자 미쓰이 부동산이 개발을 포기하고 현에게 이를 양도하게 되었다. 연구·연수 시설 유치가 진행되지 않고, 많은 땅이 손대지지 않은 상태이다. 계획된 절반의 땅은 숲을 육성하는 사업이 이루어지고 있다.
미우라반도 중앙부를 종단하는 미우라 구릉에 위치하고 있어 자연적인 산림이 조성되어 있다. 지역은 거주 지역, 공공 시설 지역, 연구 개발 시설 지역 서비스 시설 지역으로 나뉘는데, 토지 구획 정리도 이루어지고 있다. 사가미만의 저편에 에노섬과 후지산을 바라보고 있다.

## 교통
인근에 철도역이 없고, 대신 게이힌 급행 버스의 버스가 운영되고 있다. 게이힌 급행 전철 본선 시오이리역, JR 요코스카선의 즈시역 및 게이힌 급행 전철 즈시선의 신즈시역 버스로 연결되며, 요코하마역에서 고속 버스도 운행되고 있다.